# John Weinzweig
John Jacob Weinzweig (født 11. marts 1913 i Toronto, Canada – død 24. august 2006) var en canadisk komponist af polsk/jødisk afstamning. 
Weinzweig studerede på Harbord Collegiate Institute i Toronto , men tog i 1937 til USA for at studere hos Bernard Rogers.
I starten komponerede han i romantisk og impressionistisk stil , men slog senere over i seriel kompositions form.
Under 2. Verdenskrig komponerede han filmmusik, og vendte i 1952 tilbage til Toronto,
hvor han blev professor på sin sin gamle læreanstalt. Året efter var han med til at stifte The Canadian League of Composers. I 1974 og 1988 blev han tildelt to priser Order of Canada (1974), og Order of Ontario (1988). 
en 1 violinkoncert etc.

## Udvalgte værker
- Legende (1937) - for stort orkester
- Den fortryllede høj (1938) - for orkester
- Symfoni (1940) - for orkester
- Rapsodi (1941-1957) - for orkester
- Vores Canada (1943) - for orkester
- Edge of the World (1946) - for orkester
- Symfonisk ode (1958) - for orkester
- Spøgelse (1938-1939) for pauker og strygeorkester
- Violinkoncert (1951-1955) - for violin og orkester
- Divertimento – 1-11 (1946-1990) - for forskellige instrumenter
- 3 Strygekvartetter (1937, 1946, 1962)
- 18 stykker (1980) - for guitar
- 15 stykker (1983) - for harpe
- Fødselsdags beskeder (1987) -  for fløjte og klaver
- Improvisationer på en indiansk melodi (1942) – for orgel
- Sonate (1950) - for klaver